# Partènope (sirena)
Partènope (del grec: Παρθενόπη) era una de les sirenes, la tomba de la qual, segons la mitologia grega es podia trobar a Nàpols, ciutat que rebia el seu nom antigament. Aquesta sirena desesperada per la insensibilitat d'Odisseu al seu cant es tirà a la mar amb les seves germanes. El seu cos hauria arribat a la Campània on fou edificada Partenopea, després anomenada Neàpolis, origen de l'actual Nàpols.
Una altra versió de la llegenda explicava que Partènope era una jove molt bella originària de Frígia, que es va enamorar de Metíoc, però que no volia trencar el vot de castedat que havia fet. Per castigar-se per la seva passió, es va tallar els cabells i es va exiliar voluntàriament a la Campània, on es va consagrar a Dionís. Afrodita, deessa de l'amor, indignada, la va transformar en sirena.